# Ronde van Italië 2024/Zestiende etappe
De zestiende etappe van de Ronde van Italië 2024 vond plaats op 21 mei. Deze etappe werd gewonnen door Tadej Pogačar die zijn vijfde etappe won van deze Ronde van Italië. De etappe is met 84 kilometer ingekort en enkele uren later gestart vanwege slechte weersomstandigheden.

## Uitslagen
| Laas - Santa Cristina 118 km |                        |                                 |          |
| Plaats                       | Naam                   | Ploeg                           | tijd     |
| Winnaar                      | Tadej Pogačar          | UAE Team Emirates               | 2u49'37" |
| 2                            | Giulio Pellizzari      | VF Group-Bardiani CSF-Faizanè   | + 16"    |
| 3                            | Daniel Martínez]       | BORA-hansgrohe                  | z.t.     |
| 4                            | Christian Scaroni      | Astana Qazaqstan Team           | + 31"    |
| 5                            | Antonio Tiberi         | Bahrain-Victorious              | + 33"    |
| 6                            | Thymen Arensman        | INEOS Grenadiers                | + 38"    |
| 7                            | Damiano Caruso         | Bahrain-Victorious              | + 39"    |
| 8                            | Michael Storer         | Tudor Pro Cycling Team          | + 42"    |
| 9                            | Ewen Costiou           | Arkéa-B&B Hotels                | z.t.     |
| 10                           | Valentin Paret-Peintre | Decathlon AG2R La Mondiale Team | + 45"    |
|                              |                        |                                 |          |
| 22                           | Mauri Vansevenant      | Soudal Quick-Step               | + 1'48"  |

| Algemeen klassement |                   |                                 |            |
| Plaats              | Naam              | Ploeg                           | Tijd       |
| Roze trui           | Tadej Pogačar     | UAE Team Emirates               | 59u01'09"  |
| 2                   | Daniel Martínez   | BORA-hansgrohe                  | + 7'18     |
| 3                   | Geraint Thomas    | INEOS Grenadiers                | + 7'40"    |
| 4                   | Ben O'Connor      | Decathlon AG2R La Mondiale Team | + 8'42"    |
| 5                   | Antonio Tiberi    | Bahrain-Victorious              | + 10'09"   |
| 6                   | Thymen Arensman   | INEOS Grenadiers                | + 10'33"   |
| 7                   | Romain Bardet     | Team dsm-firmenich PostNL       | + 12'18"   |
| 8                   | Filippo Zana      | Team Jayco AlUla                | + 12'43"   |
| 9                   | Einer Rubio       | Movistar Team                   | + 13'09"   |
| 10                  | Jan Hirt          | Soudal Quick-Step               | + 14'07"   |
|                     |                   |                                 |            |
| 32                  | Mauri Vansevenant | Soudal Quick-Step               | + 1u04'45" |

### Opgaven
Er zijn deze etappe vier opgaven gemeld. De Nederlander Danny van Poppel en de Belg Jenthe Biermans zijn niet gestart in deze etappe. De Nederlander Julius van den Berg en de Fransman Benjamin Thomas zijn deze etappe vroegtijdig afgestapt.
Niet gestart
Jenthe Biermans (Arkéa-B&B Hotels)
Danny van Poppel (BORA-hansgrohe)
Niet gefinisht
Benjamin Thomas (Cofidis)
Julius van den Berg (EF Education-EasyPost)
1e etappe ·
2e etappe ·
3e etappe ·
4e etappe ·
5e etappe ·
6e etappe ·
7e etappe ·
8e etappe ·
9e etappe ·
10e etappe ·
11e etappe ·
12e etappe ·
13e etappe ·
14e etappe ·
15e etappe ·
16e etappe ·
17e etappe ·
18e etappe ·
19e etappe ·
20e etappe ·
21e etappe
Startlijst · Eindstanden · Afbeeldingen